# Casa di Febo Brigotti

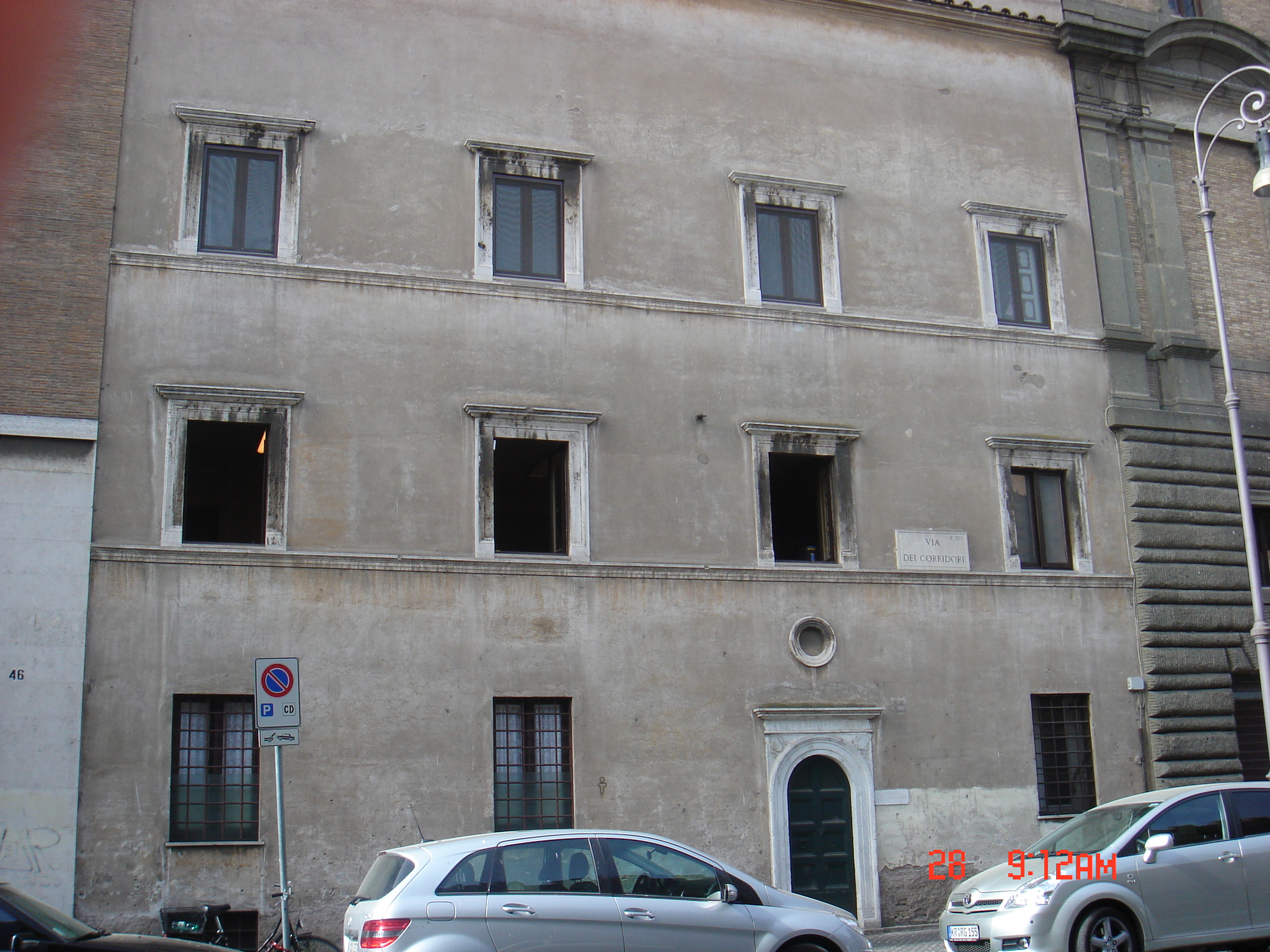
Fachada na Via dei Corridori. À direita, parcialmente visível, o Palazzo Jacopo da Brescia, outra fachada reconstruída de um edifício demolido.

Casa di Febo Brigotti é um palacete renascentista localizado na Via dei Corridori , no rione Borgo de Roma, e que foi residência de Febi Brigotti, um médico a serviço do papa Paulo III no início do século XVI. O edifício atual é uma reconstrução do original, demolido juntamente com o resto da Spina di Borgo na década de 1930 durante as obras de abertura da Via della Conciliazione. A fachada reconstruída, anexa no fundo do Palazzo Rusticucci-Accoramboni, é simples com um portal arqueado com uma inscrição que revela o motto do proprietário, "OB FIDEM ET CHLIENTELA" ("fé e clientes"). 